# Sorboza
Sorboza – cukier prosty, należącym do ketoz, ketoheksoza. Związek występuje w znacznych ilościach w owocach Sorbus aucuparia oraz w łupinach owoców Passiflora edulis. W owocach tych roślin pełni rolę materiału zapasowego. Sorbozę znaleziono także u niektórych porostów

## Właściwości
- rozpuszcza się w wodzie
- nie fermentuje pod wpływem drożdży

## Występowanie
- w owocach jarzębiny Sorbus aucuparia rodzina Rosaceae

## Otrzymywanie
- w drodze biotransformacji z L-sorbitolu przez bakterie Acetobacter suboxydans

## Zastosowanie
- Stanowi materiał wyjściowy do syntezy kwasu askorbinowego (witaminy C)